# Carochos
Los Carochos (denominadas igualmente zangarrones) son los personajes de una mascarada invernal celebrada principalmente en Riofrío de Aliste (provincia de Zamora). Poseen ciertas similitudes con las mascaradas asturianas (las denominadas zamarronadas), y en menor medida a las celebraciones invernales de origen gallego y leonesas («zafarronadas»). Todas ellas festividades muy estudiadas por el antropólogo español Julio Caro Baroja que describe sus personajes fundamentales. Estas festividades populares acontecen entre finales de año y comienzos del siguiente, en fechas no precisas, en torno al solsticio de invierno (entre el 25 de diciembre y el 6 de enero). La denominación procede del portugués carocho que significa diablo (espíritu maligno) y como adjetivo negro, oscuro. Con algunas pequeñas variantes en los personajes, y con denominaciones similares, se celebran igualmente en otros municipios cercanos a Riofrío. En los municipios de Alba de Aliste lo denominan «caracho». 
La preparación se realiza por un grupo de vecinos concreto que se reparten los papeles y elaboran la indumentaria. Se celebra en la calle durante todo el día, a la vista de los vecinos del pueblo. Es frecuente que se llame a las puertas de las viviendas, e incluso se introduzcan en ellas. Su objetivo principal es el  recaudar el aguinaldo. Esta mascarada consta de once personajes: el carocho grande, el carocho chiquito, el galán, la madama, el del tamboril, el del cerrón, el del lino, el del molacillo, el gitano, la filandorra y el ciego. Serían doce personajes si se cuenta con el niño de la madama. Algunos de los personajes cambian de atuendo a mediodía, cambiando su aspecto. Es una de las pocas mascaradas declaradas de interés turístico regional.

## Origen
Las celebraciones invernales mediante mascaradas son muy habituales en el norte de España. Estas macaradas comparten personajes, que por similitud de funciones y ropajes, aparecen ya en diversos lugares dentro de la geografía del norte de España. Algunas de las funciones de recoger y pedir aguinaldo por las calles es ciertamente similar. Algunas de las mascaradas mediterráneas acontecen en diversos lugares, como es el caso de las mascaradas tracias, las existentes en el país Vasco francés. Las denominaciones son diversas: Vacas Vayonas (Sayago), Tafarrón, Talanqueiras (Sanabria), la Filandorra y Birria (La Carballeda) y los zangarrones (Montamarta y Sanzoles). En ciertas zonas de Aliste se denominan obisparras. Por similitud otras festividades leonesas poseen personajes parecidos. Todas ellas parecen tener su origen en la Edad Media y su primera referencia documental ocurre cuando el 28 de diciembre de 1511 se desploma el cimborrio de la Catedral de Sevilla. Su denominación popular es el obispillo que era prohibida por los máximos órganos de la Iglesia de la época.

## Características
La carocha es la máscara elaborada de papel se asemeja a la coroza, que antiguamente se ponía en los condenados por la Santa Inquisición como escarnio público. Los carochos son una mascarada que consta de once personajes. Fiestas similares como el obispillo fueron mencionadas en los textos del siglo XV, en la Universidad de Salamanca fueron prohibidos.

### Los personajes
Los personajes de esta mascarada invernal son once:
- El carocho grande es un personaje negro con máscara (carocha) elaborado de alcornoque forrado con un pellejo de cordero. Suele vestir una zamarra que le recuerda a veces a la de un pastor, aunque representa a un macho cabrío. Posee unos amplios ojos, unos dientes cónicos de hojalata, y dos colmillos (denominados caneros) de berrón pintados de blanco. La máscara está rematada con unas barbas y unos cuernos. Este personaje suele llevar una cimera en forma de mecha para que, tras ser encendida, al correr haya una estela de humo. A veces se pone sahumerio para que la estela tenga aromas similares a los de la iglesia. El Carocho suele portar unas tenazas de madera en forma de pantógrafo y pintadas generalmente de color rojo. Lleva a modo de cinturón unas cencerras, una mochila a modo de zurrón, y unas botas de cuero.
- El carocho chiquito es la comparsa del carocho grande. Suele ser un personaje negro de menor tamaño. Se le denomina también el de las corchas por llevar dos pedazos de corcho encendido (enciscado) en sus manos. Suele llevar zarzas (Rubus ulmifolius) a sus espaldas. Porta igualmente unas cencerras. Su misión es la de hacer de mayordomo en la ceremonia, ayudando al carocho grande en su labor de pedir aguinaldo.
- El galán, forma parte de los guapos. Junto con la madama se les denomina: los novios. Ambos suponen ser una imagen de la fertilidad, que se enfrenta ante la influencia maligna de los carochos. Suele vestir como tocado una montera, una camisa de cabezón confeccionada de lino blanco, un chaleco, un zapato de oreja. Lleva en su mano una vara a modo de cetro, a menudo debajo del brazo. Lleva unas castañuelas que hace sonar de vez en cuando.
- La madama supuesta novia del galán. En lenguaje antiguo se aplica a toda mujer casada. Va vestida en el traje típico alistano. Ataviada con sus joyas. El niño de la madama se representa mediante un muñeco tosco. Con las mejillas exageradamente rojas. Se supone que la gente arroja dulces para celebrar el bautizo del niño.
- El del tamboril, se trata de un músico que va tocando un tamboril durante la mascarada.
- El del cerrón es un personaje que viste un zurrón (cerrón) de piel de cabra en el que guarda los aguinaldos. Suele portar una larga casaca de color pardo.
- El del lino es un personaje que va libre durante la actuación, sin que se adscriba a grupo alguno. Representa a un pobre alistano que porta un cerro (manojo) de lino a sus espaldas. Es el que, durante la mascarada, recibía antiguamente un fuerte aguinaldo debido a su condición. En otras partes de Aliste se le suele denominar el pobre o el piojoso. Durante la mascarada suele ir cojeando, y suele pedir limosna a los asistentes. Porta en su mano una cayata (cayado de pastor) y en la otra a veces tiene una corcha enciscada (un corcho encendido) con el que suele ahumar a los asistentes. El lino (Linum usitatissimum) era una fibra textil muy valorada por los habitantes de aliste, se empleaba en la elaboración de la indumentaria de trabajo. Era muy habitual que se encontrase en las ferias de la comarca.
- El del molacillo. Se trata de un soldado con carácter castrense, a veces representado con sus habituallas actuales. Suele estar hermanado con el ciego, y es habitual que haga de su lazarillo. Porta una larga lanza.
- El gitano. La imagen del gitano indica una antigüedad cercana al siglo XV, siglo en el que los gitanos aparecen en Europa. Es posible que su representación provenga anteriormente de otros personajes. En algunos pueblos de Aliste se denomina el "guito" (apócope de gitano). Suele vestir de forma estrafalaria y porta un látigo. Hace visible una navaja, y porta unas vejigas de piel de cerdo que lleva a la espalda.
- La filandorra es una hilandera. Tanto el gitano, como la filandorra al atardecer visten el traje de los papeles. Por la mañana, la filandorra viste de gitana con una falda de vivos colores, se adorna con un collar de buyacas (excrecencias del roble albar). En algunos pueblos de Aliste se añade a la comparsa un niño (quizás muerto) que suele llevar en brazos. Es habitual que porte en sus manos una rueca.
- El ciego. Suele ir acompañado del molacillo que lo emplea durante la mascarada como lazarillo. Es frecuente que se caiga y esto atraiga la atención del gitano y del molacillo.

Se suelen dividir en tres grupos: los diabólicos, o carochos, que se representan en el carocho grande y chico; los guapos que son el galán la madama, el del cerrón, y el del tamboril; los ciegos, gitanos y filandorros. Estos últimos suelen ir en los inicios de la mascarada portados por un carro que empuja un burro.

### El ceremonial
Salen desde un punto convenido en el pueblo, primero los dos carochos. Luego lo hacen los guapos y acto seguido los filandorros o gitanos. Hacen los carochos una ronda primero junto a la Iglesia. Acto seguido toda la comparsa se mueve en dirección a la casa del alcalde del municipio. Los carochos van gritando y el grande agita las tenazas. Solicitan los permisos, primero al alcalde, luego al cura. En el transcurso de la jornada matutina una representación de vecinos detiene el carro con el moalcillo y el ciego. El molacillo defiende su postura. Hay recriminaciones a gritos entre vecinos y los filandorros. Finalmente se zafan de la presión de los vecinos y van en busca del alcalde primero, del cura después. En la casa del cura se procede al bautismo del hijo de la madama. Tras esta ceremonia los carochos acuden a un lugar del centro y se refugian, la pareja (madama y galán) pasean junto con el del cerrón que reparte dulces entre los niños. El del lino levanta las faldas a las mujeres y golpea con el cerro de lino a los niños. 
En la plaza del pueblo el molacillo vende lotería, el ciego y el gitano quieren vender el burro. Durante este evento, aparecen los carochos y agreden al molacillo y al ciego. El gitano acude en su ayuda y finalmente logran vencer a los carochos que huyen a otra calle. Molacillo y gitano se dan cuenta de que el ciego ha desaparecido y lo buscan. El molacillo toca el cuerno de vaca, hasta que logra dar con el ciego, es atrapado y atado con una cuerda. Los filandorros celebran con bailes grotescos el renacer del ciego. Mientras los carochos van de casa en casa celebrando el nuevo año y pidendo el aguinaldo. El aguinaldo tradicional consistía en un chorizo, morcilla, tocino (tajada), vino, castañas, nueces y en algunas ocasiones lino. Tras los carochos los demás van pridiendo también aguinaldo casa por casa. La filandorra va casa por casa golpeando los clavos de las puertas con un martillo de madera (denominado mayo). Cuando se encuentran los grupos se produce una pelea , y la filandorra aprovecha a verter ceniza sobre los asistentes. 
En la plaza se congregan vecinos en torno a la madama que se ha vestido con sus mejores galas para ofrecer bailes. Los carochos aparecen y dan un trozo de chorizo para que muerdan los asistentes en mitad de un baile popular. Las peleas entre los carochos y los filandorros se producen con frecuencia hasta dar por finalizada la mascarada. El aguinaldo recogido suele ser objeto de varias comidas entre los mozos participantes.    

### La organización
Suele correr la organización del evento a cargo de un conjunto de vecinos del pueblo. Generalmente se trata de mozos con derecho, es decir mozos que han pasado el ritual de entrada. Antaño solían comenzar los preparativos en el mes de septiembre. El día 25 de diciembre se elaboraba la careta de los carochos. Y el día de San Silvestre se elegía la fecha. Los preparativos comenzaban de madrugada, se pertrechaban los personajes y se colocaba el burro enjaezado con el carro alistano. Por la mañana, tras la señal de un cohete de feria, se inicia la sesión.